# Anja Weber
Anja Weber (Wetzikon, 29 de junio de 2001) es un deportista austríaca que compite en triatlón y esquí de fondo. Ganó una medalla de bronce en el Campeonato Mundial de Esquí Nórdico de 2025, en la prueba de velocidad por equipo.

## Palmarés internacional
| Campeonato Mundial | Campeonato Mundial  | Campeonato Mundial | Campeonato Mundial   |
| Año                | Lugar               | Medalla            | Prueba               |
| ------------------ | ------------------- | ------------------ | -------------------- |
| 2025               | Trondheim (Noruega) | Medalla de bronce  | Velocidad por equipo |